# هنتانار

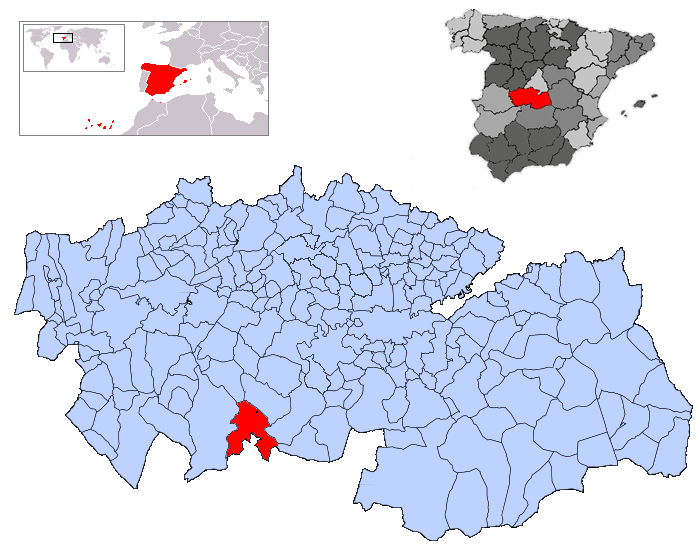
هنتانار

هنتانار (به اسپانیایی: Hontanar) یک شهرستان در اسپانیا است که در استان تولدو واقع شده‌است.

## خصوصیات
هنتانار ۱۵۲ کیلومترمربع مساحت و ۱۳۲ نفر جمعیت دارد و ۶۵۴ متر بالاتر از سطح دریا واقع شده‌است.